# Utsulowie
Utsulowie – mała grupa etniczna zamieszkująca chińską prowincję Hajnan. Należą do mniejszości etnicznych nieuznawanych w ChRL. Ich główne siedziby znajdują się na południowym końcu prowincji Hajnan, w okolicach miasta Sanya.
Według tradycji Utsul pochodzą od muzułmanów, którzy w wyniku migracji trafili na Hajnan z Azji Środkowej. Mimo to uważani są za potomków Czamów, którzy uciekli z Czampy do pobliskiej Kambodży, a ściślej za klasę drobnych przedsiębiorców, którzy wyłamali się z kierunku emigracji i uciekli na północ. Pochodzenie nazwy Utsul jest nieznane.
Pomimo odrębności kulturowej chiński rząd traktuje ich jako członków muzułmańskiej mniejszości Hui. Według Hansa Stübela, niemieckiego etnografa, który jako pierwszy opisał odrębność Utsulów w latach 30. XX wieku, ich język nie jest w żaden sposób spokrewniony z innymi językami Chin. Język tsat jest zaliczany do języków czamskich i należy do wąskiej grupy tonalnych języków austronezyjskich. Z mniejszością Hui łączy Utsulów jedynie religia, jednak według chińskiej klasyfikacji kategoria Hui obejmuje różne odłamy wyznawców islamu.